# Vrátno
Vrátno é uma comuna checa localizada na região da Boêmia Central, distrito de Mladá Boleslav.